# Distrito histórico de Central Park West
El Distrito histórico de Central Park West (en inglés: Central Park West Historic District) es un distrito histórico ubicado en Nueva York, Nueva York. El Distrito histórico de Central Park West se encuentra inscrito como un Distrito Histórico en el Registro Nacional de Lugares Históricos desde el 9 de noviembre de 1982. 

## Ubicación
El Distrito histórico de Central Park West se encuentra dentro del condado de Nueva York en las coordenadas 40°46′44″N 73°58′32″O / 40.778889, -73.975556.